# AGNULA

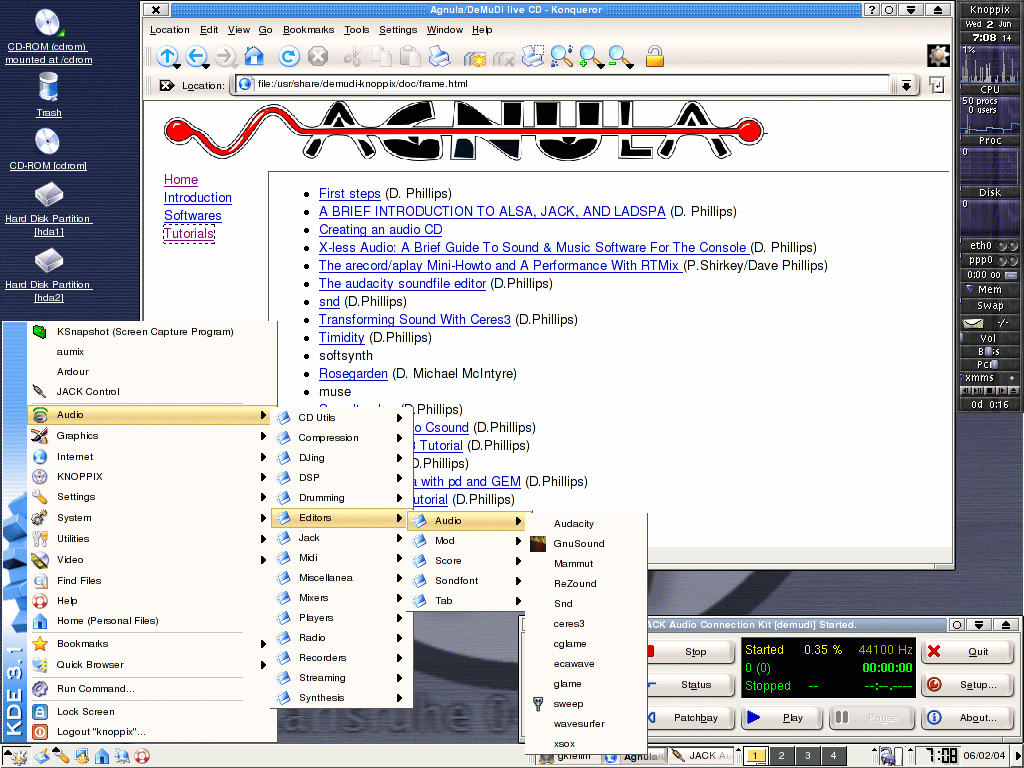
AGNULA DeMuDi

AGNULA (ang. A GNU/Linux distribution for audio) – rozpoczęty przez Komisję Europejską projekt, mający na celu stworzenie dwóch dystrybucji Linuksa, które mogłyby być używane do obróbki muzyki i dźwięku: ReHMuDi (Red Hat Multimedia Distribution) oraz DeMuDi (Debian Multimedia Distribution). Projekt rozwinął się jednak do tego stopnia, że jest traktowany jako kombajn multimedialny z wieloma praktycznymi rozwiązaniami, które nie są spotykane nawet w komercyjnych systemach pracy nad materiałami multimedialnymi.

## Geneza projektu
Pod hasłem AGNULA kryje się jednak głównie współpraca z osobami odpowiedzialnymi za rozwijanie dystrybucji Debian oraz Red Hat (oraz dystrybucji pochodnych) celem stworzenia nowego projektu, który byłby przyjazny dla użytkownika, łatwego w instalacji oraz w konfiguracji, a zarazem bezpiecznego. Ważnym kryterium była także możliwość personalizacji jak i późniejszych aktualizacji.
Projekt był finansowany przez Komisję Europejską od 1 kwietnia 2002 do 31 marca 2004. Gdy projekt przestał być finansowany wolontariusze kontynuowali prace nad DeMuDi, podczas gdy prace nad gałęzią ReHMuDi zostały zaprzestane. Planet CCRMA to zestaw pakietów RPM, umożliwiających podobną pracę nad obróbką dźwięku w dystrybucjach Red Hat, Fedora Core oraz Debian (oraz dystrybucji pochodnych) poprzez zastosowanie ich jako nakładki do zainstalowanego już systemu.

## Instalacja pakietów
Proces instalacji pakietów wchodzących w skład projektu AGNULA jest relatywnie prosty. Wszystkie pakiety są już wstępnie przygotowane dla struktury systemu (prekompilowane), a ich konfiguracja oraz kopiowanie przebiega w sposób automatyczny. Sama instalacja systemu Linux (dystrybucji, która współpracuje z oprogramowaniem AGNULA) oraz niezbędnych pakietów projektu AGNULA trwa w zależności i szybkości komputera od jednej godziny do dwóch. Projekt jest dostępny zupełnie za darmo i można go używać w dowolnym celu przestrzegając jedynie licencji GNU/Linux. Wiele osób twierdzi, że jest to najbardziej przyjazna dla użytkownika dystrybucja Linuksa o charakterze multimedialnym, która dotychczas powstała.

## Części składowe projektu
Trzonem projektu są następujące komponenty:
1. Jądro z obsługą niskich spóźnień. (Wykorzystuje się tu łatę, której działanie polega na obniżaniu opóźnień systemu operacyjnego. Dzięki niej istnieje możliwość zmniejszenia czasu reakcji do jednej milisekundy.)
2. Sterownik ALSA
3. Serwer dźwięku JACK
4. Wtyczki LADSPA

Projekt AGNULA powstał z potrzeby profesjonalnych muzyków poszukujących darmowego narzędzia do pracy. Dzięki temu w relatywnie niedługim czasie stał się najbardziej rozwijającym się projektem na bazie darmowego oprogramowania, który służy do wykonywania operacji na materiałach multimedialnych. Prestiż tego projektu polega także na tym, że jest on wspierany przez wiele ośrodków badawczych.

## Historia wydań
| Wersja    | Jądro  | Data             |
| --------- | ------ | ---------------- |
| 1.0       | 2.4.20 | 9 września 2003  |
| 1.1.0     | 2.4.22 | 14 stycznia 2004 |
| 1.2.0     | 2.4.25 | 10 stycznia 2004 |
| 1.2.1     | 2.6.12 | 8 lipca 2005     |
| 1.3.0-rc1 | 2.6.14 | 16 grudnia 2005  |